# Inyan Kara Creek
Der Inyan Kara Creek (auch Inyankara Creek) ist ein etwa 121 km langer, rechter Nebenfluss des Belle Fourche Rivers im Nordosten des US-Bundesstaates Wyoming.

## Verlauf
Der Inyan Kara Creek entspringt im nordöstlichen Weston County, westlich von Four Corners in den westlichen Ausläufern der Black Hills auf einer Höhe von rund 1750 m. Von dort fließt er in nordwestliche Richtung und erreicht nach wenigen Kilometern das Crook County. Er verläuft entlang des Wyoming Highway 585 nach Nordwesten und fließt in einem großen Bogen um den 1942 m hohen Inyan Kara Mountain. Der Fluss unterquert den Wyoming Highway 116, erhält den Beaver Creek von rechts sowie den Mason Creek von links und mäandriert in seinem weiteren Verlauf wieder nach Nordwesten. Nach Unterqueren der Interstate 90 fließt der Inyan Kara Creek für weitere rund 40 km durch das Crook County und mündet schließlich auf einer Höhe von 1212 m einige Kilometer nördlich des Keyhole Reservoir in den Belle Fourche River.

## Hydrologie
Der Inyan Kara Creek ist als Nebenfluss des Belle Fourche Rivers Teil des Einzugsgebietes des Cheyenne Rivers, der über Missouri und Mississippi in den Golf von Mexiko entwässert. Das Einzugsgebiet des Inyan Kara Creek grenzt an die Einzugsgebiete von Miller Creek im Norden, Arch Creek im Westen, Skull Creek im Süden und Cold Springs Creek im Osten.

## Belege
1. 1 2 3 4  Inyan Kara Creek. In: Geographic Names Information System. United States Geological Survey, United States Department of the Interior (englisch).